# زبان انگلیسی باستان

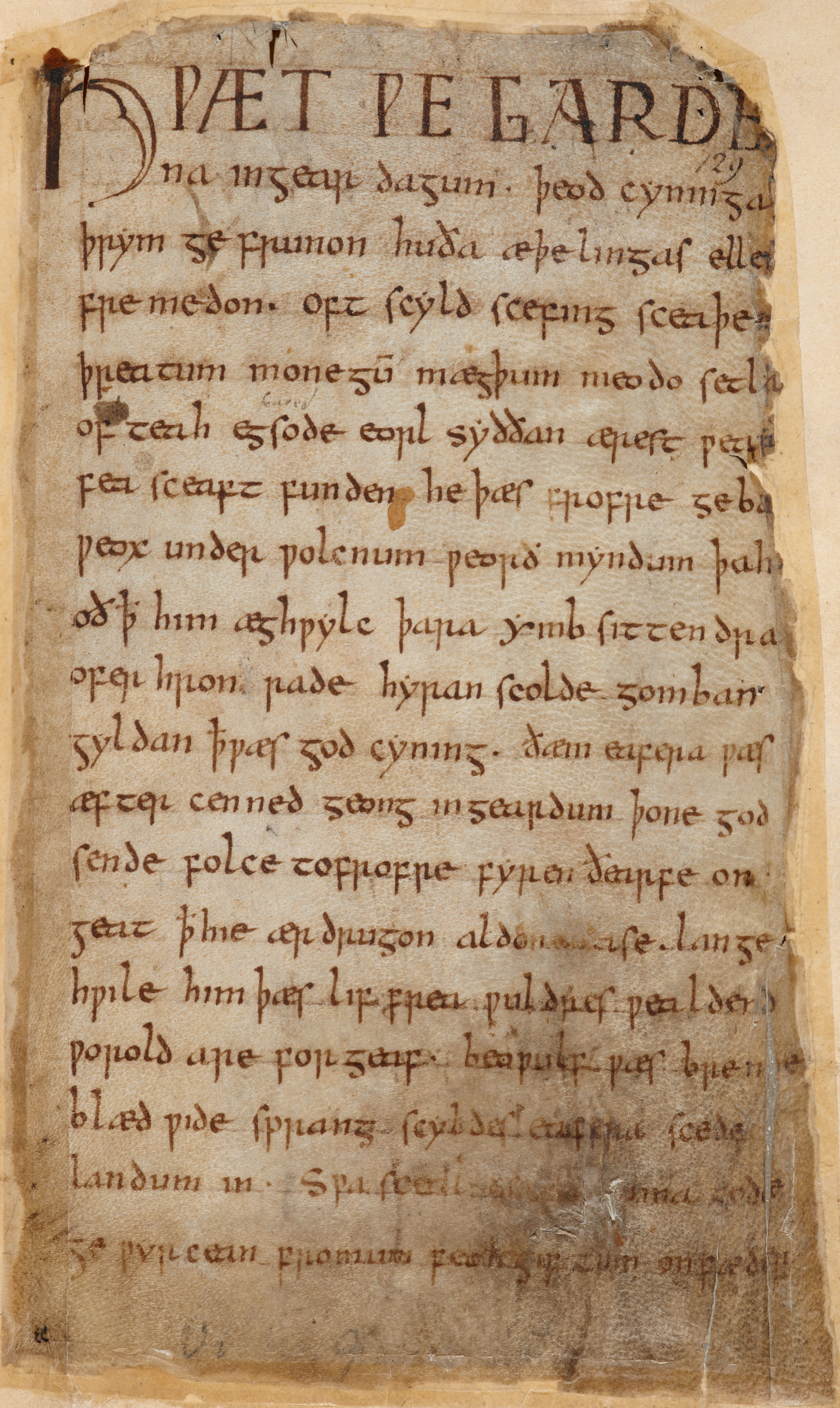
بیوولف نمونه‌ای از متون انگلیسی باستان به خط Uncial script. مقایسه انگلیسی باستان و نو

انگلیسی باستان (Englisċ یا Ænglisc با تلفظ:اینگلیسش) یا آنْگِلو-ساکْسون(Anglo-Saxon) زبانی است که مردم سرزمین انگلستان در سال‌های ۴۵۰ تا ۱۱۰۰ بدان سخن می‌گفته‌اند. انگلیسی باستان با زبان کنونی انگلیسی تفاوت بسیاری دارد. این زبان واژه هایی با ریشهٔ زبان‌های ژرمنی زیادی را در خود نهفته دارد. این زبان از لحاظ دستور زبان دشوارتر از زبان کنونی بوده و به زبان آلمانی بیشتر نزدیک بوده‌است.
این زبان به آرامی تبدیل به انگلیسی میانه شده‌است.
معمولاً تاریخ زبان انگلیسی را به سه دوره تقسیم می‌کنند:
- انگلیسی باستان از قرن هفتم تا حدود ۱۱۰۰ میلادی؛
- انگلیسی میانه از ۱۱۰۰ تا ۱۴۵۰ یا ۱۵۰۰ میلادی؛
- انگلیسی نو از ۱۵۰۰ میلادی تا امروز.

## تاریخ

### سلت‌ها و رومیان
قبلیه سلت‌ها به زبان سِلتی در بریتانیا سخن می‌گفتند. با فتح گل به دست ژولیوس سزار، استقلال سلتی‌ها در قاره اروپا به پایان رسید. که بعدها امپراتوری روم به فرماندهی ژولیوس سزار از سال ۴۳ پس از میلاد، شروع به فتح بریتانیا کردند و آن را یکی از استان‌های روم به نام استان بریتانیا نام نهادند. به دلیل ۴۰۰ سال اشغال این سرزمین توسط رومی‌ها، باعث نفوذ لاتین در سلتی شد. امپراتوری روم به دو قسمت شرقی و غربی تقسیم گردید. امپراتوری روم غربی به سرعت رو به زوال و آشوب رفت و بریتانیای روم نیز سقوط کرد. در آن زمان بریتانیای سقوط کرده، رفاه بهتری نسبت به سایر مکان‌های امپراتوری روم غربی داشت.

### انگلستان در عهد آنگلوساکسون‌ها
انگلستان در عهد آنگلوساکسون‌ها در دوره مهاجرت‌ها، سه قبیله «آنگِل»، «سکسون» و «جوت» از نقاط مختلف دانمارک و شمال غرب آلمان مهاجرت کردند. این قبایل مردمان سلت و رومی را که از مدت‌ها قبل آنجا ساکن بودند، از انگلستان به اسکاتلند و ولز و کورنوال عقب راندند. حمله سه قبیله باعث ترکیب ساختار و واژگان در زبان انگلیسی شد. آنها به زبانی متقابلاً قابل فهم شبیه به زبان فریسی شمالی صحبت می‌کردند که باعث بوجود آمدن زبان‌های آنگلو-فریسی شد. آنگل‌ها که بزرگترین طایفه را تشکیل می‌دادند جزیره راْ آنگلند یعنی سرزمین آنگل‌ها نامیدند و زبانی که با آن صحبت می‌کردند نیز به تدریج اِنگلیش و در فارسی انگلیسی نامیده شد.
برخی تاریخ نگاران بر این باور هستند انگل‌ها مناطق گسترده‌تری از خاک بریتانیا را از آن خود کردند و نام اِنگلند (England) از نام همین قوم گرفته شده‌است. سینت بید بر این باور بود که انگل‌ها منطقهٔ گسترده‌تری از خاک بریتانیا (نزدیک به تمامی خاک آن) را از آن خود کردند و نام «اِنگلند» (England) از نام همین قبیله گرفته شده‌است. واژهٔ "England" از Engla land به «معنی سرزمین انگل‌ها» (به انگلیسی: Land of the Angles) گرفته شده و English در انگلیسی کهن Englisc بوده‌است. افزون بر قبیله‌های یادشده، دسته‌هایی از مردمان ساکن فریزیا، نیدرزاکسن، یوتلاند و جنوب سوئد نیز در آن دوران به بریتانیا آمدند.
جوت‌ها در جنوبِ شرقی و در تعامل با زبان‌های محلی، گویش «کِنتی»، ساکسون‌ها هم که در جنوب و جنوبِ غربی سکنا گزیده بودند، گویش «ساکسونِ غربی» و اَنگل‌هایی که در شمال و مرکزِ انگلستان اقامت گزیده بودند، به ترتیب، گویش‌های «آمبِریای شمالی» و «مِرسیایی» را به وجود آوردند. چهار گویش اصلی انگلیسی قدیم: نورث‌آمبرین Northumbrian (در شمال انگلستان، مرسین (Mercian)در سرزمین‌های میانی، ساکسون غربی در جنوب و غرب و کنتیش) Kentish (در جنوب شرقی به وجود آمد. این مهاجمان ساکنان اولیهٔ سلتیک‌زبان را از مناطقی که اکنون جز انگلستان است به اسکاتلند، ولز، کورن‌وال و ایرلند راندند و تعدادی از کلمات زبان سلتیک از آنها به جای ماند. این زبان‌های سلتیکی امروزه در زمرهٔ زبان‌های گیلیکِ (Gaelic) اسکاتلند و ایرلند و ولز به جا مانده‌اند. زبان کُرنیش اکنون از بین رفته‌است. بعد از اشغال بریتانیا، جوت‌ها در جنوبِ شرقی آن ساکن شدند و در تعامل با زبان‌های محلی، گویش جدیدی را ایجاد کردند که کِنتی نام دارد. ساکسون‌ها هم که در جنوب و جنوبِ غربی بریتانیا اقامت داشتند، گویش «ساکسونِ غربی» را ایجاد کردند. اَنگل‌ها نیز که در شمال و مرکزِ انگلستان سکنا گزیده بودند، به ترتیب، گویش‌های «آمبِریای شمالی» و «مِرسیایی» را بوجود آوردند. در عهد آنگلوساکسون‌ها یکی از این گویش‌ها ساکسون غربی کهن بود و پس از آن گویش ساکسونی به دلیل علمکردهای پادشاه آلفرد بزرگ، گویش جدید بر گویش قبلی پیشی گرفته و زبان رسمی می‌شود.

### بیوولف
چندین اثر نوشتاری از زبان انگلیسی باستان باقی مانده‌است که مشهورترین آنها، حماسه بیوولف است. بیوولف قدیمی‌ترین شعر شناخته شده به زبان انگلیسی باستان است. این حماسه دلاوری‌های پادشاهی دانمارکی و مبارزاتش علیه اژدها و دیوان را شرح می‌دهد. متن بیووولف اما برای خواننده امروزی خوانا نیست و تفاوت‌های بسیار زیادی با انگلیسی امروزی دارد.

### حمله اقوام اسکاندیناوی
حمله و سیطره اقوام اسکاندیناوی رخ داد، که در حدود سال ۸۵۰ قبل‌از میلاد شروع شدند، بسیاری از کلمات ژرمنی شمالی را به زبان انگلیسی خصوصاً در شمال انگلستان وارد کردند، کلماتی چون skin, skirt و sky از شمال اروپا وارد جزیره انگلستان شد. ضمایر they و she نیز ریشه اسکاندیناوی دارند و این ضمایر در انگلیسی کهن hie و heo نام‌داشتند. وایکینگ‌ها هم در این برههٔ زمانی بر زبان انگلیسی تأثیر گذاشتند.. «dream» نمونه‌ای از این کلمات است که تا زمانیکه وایکینگ‌ها معنی کنونی آن را از (draumer) اسکاندیناوی ایی به عاریه گرفتند، به معنای «شادی یا joy» بود. «skirt» کلمهٔ دیگری بود که درکنار هم‌ریشهٔ اصلی انگلیسی‌اش «shirt» به حیات خود ادامه می‌دهد. برای مثال کلماتی مانند «be", "water» و «strong» هم از ریشه‌های انگلیسی قدیم مشتق می‌شوند. واژه‌هایی که صدای سSK در زبان سوئدی دارند، تبدیل به صدای شsh در زبان انگلیسی شدند.
هنوز واژه‌های انگلیسی با صدای سSK مانند «skirt» و «skull» وجود دارد. اما آنها مستقیماً از زبان اسکاندیناوی کهن اقتباس شده‌اند.
انگلیسی کهن، گنجینه واژگان غنی نداشت اما، همچون دیگر زبان‌های اروپایی، دستور زبان پیچیده‌ای داشت. امروزه بسیاری از انگلیسی زبان‌ها، زبان انگلیسی کهن را نامفهوم می‌دانند، اگرچه بیش از نیمی از لغات کنونی در زبان انگلیسی ریشه‌هایی در انگلیسی کهن دارند.

## نمونه

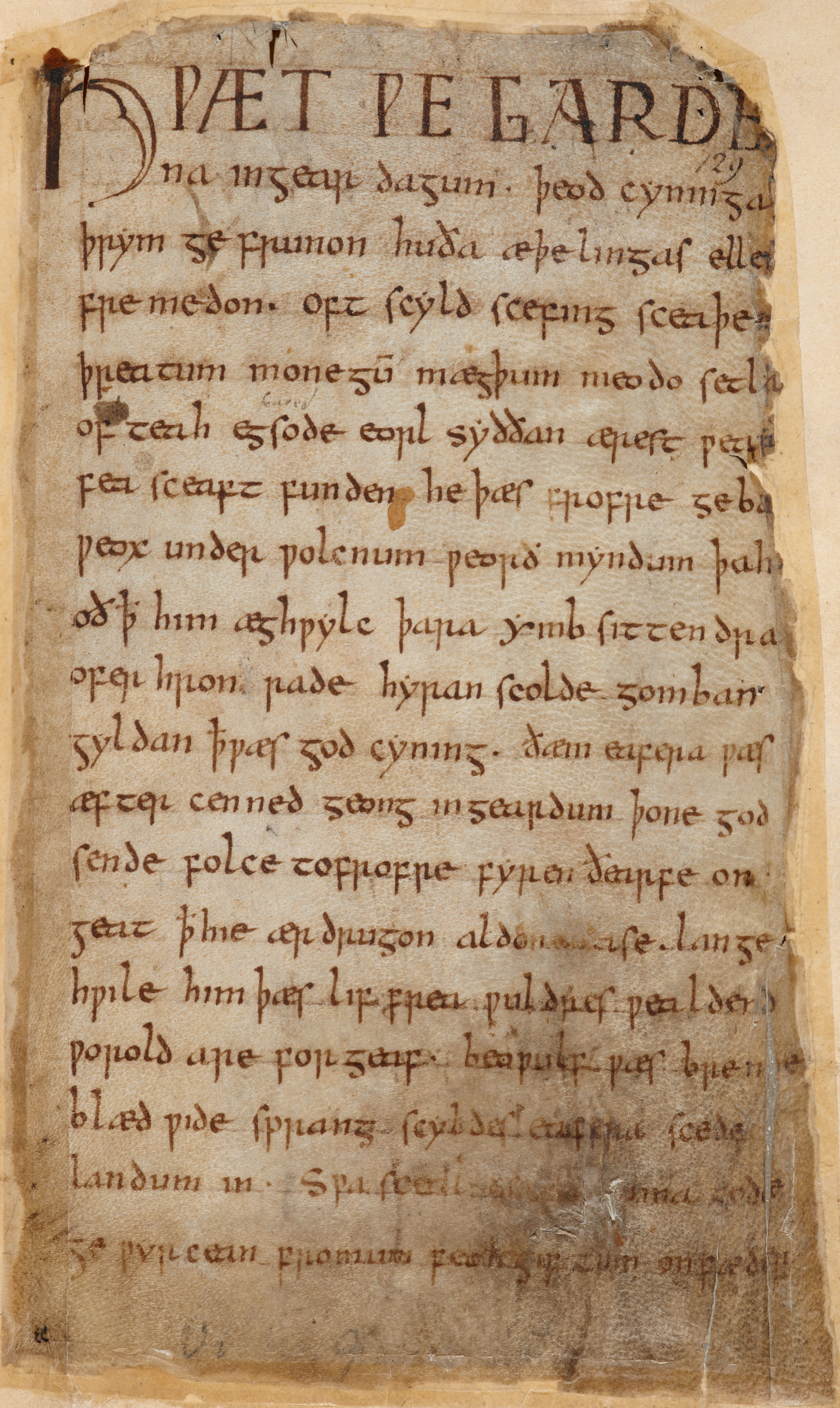
بیوولف نمونه‌ای از متون انگلیسی باستان

نمونه‌ای از خط ۲۰ تا ۲۵ حماسهٔ بئوولف که به انگلیسی باستان نگاشته شده در ادامه می‌آید:
| خط | متن اصلی به انگلیسی باستان           | ترجمه به انگلیسی جدید                        |
| -- | ------------------------------------ | -------------------------------------------- |
| ۲۰ | Swa sceal geong guma gode gewyrcean, | So becomes it a youth to quit him well       |
| ۲۱ | fromum feohgiftum on fæder bearme,   | with his father’s friends, by fee and gift,  |
| ۲۲ | þæt hine on ylde eft gewunigen       | that to aid him, aged, in after days,        |
| ۲۳ | wilgesiþas, þonne wig cume,          | come warriors willing, should war draw nigh, |
| ۲۴ | leode gelæsten; lofdædum sceal       | liegemen loyal: by lauded deeds              |
| ۲۵ | in mægþa gehwære man geþeon.         | shall an earl have honor in every clan.      |

## حروف
برخی از الفبای لاتین مانند Æ، Ð، Þ و یاگ در انگلیسی باستان استفاده می‌شدند که امروزه منسوخ شده‌اند.

## پانوشته‌ها
1. ↑  "The Roman epoch in Britain lasted for 367 years", Information Britain website
2. ↑  "Bede's Ecclesiastical History of England". Ccel.org. 1 June 2005. Archived from the original on 28 January 2013. Retrieved 2 January 2010. {{cite web}}: Text "Christian Classics Ethereal Library" ignored (help)
3. ↑  Bosworth, Joseph. "Engla land". An Anglo-Saxon Dictionary (Online). Prague: Charles University in Prague. Archived from the original on 28 January 2013. Retrieved 14 August 2020. {{cite web}}: Unknown parameter |coauthors= ignored (|author= suggested) (help)
4. ↑  Bosworth, Joseph. "Englisc". An Anglo-Saxon Dictionary (Online). Prague: Charles University in Prague. Archived from the original on 28 January 2013. Retrieved 14 August 2020. {{cite web}}: Unknown parameter |coauthors= ignored (|author= suggested) (help)
5. ↑  Collingwood, R. G. (1936). "The English Settlements. The Sources for the period: Angles, Saxons, and Jutes on the Continent". Roman Britain and English Settlements. Oxford, England: Clarendon. pp. 325 et sec. ISBN 0819611603. {{cite book}}: Unknown parameter |coauthors= ignored (|author= suggested) (help)
6. ↑  "Linguistics research center Texas University". Utexas.edu. 20 February 2009. Archived from the original on 20 February 2016. Retrieved 21 April 2010.
7. ↑  "The Germanic Invasions of Western Europe, Calgary University". Ucalgary.ca. Archived from the original on 23 May 2007. Retrieved 21 April 2010.
8. ↑  "Anglik English language resource". Anglik.net. Archived from the original on 4 June 2002. Retrieved 21 April 2010.
9. ↑  «Beowulf, I. The Passing of Scyld». بایگانی‌شده از اصلی در ۲۰ آوریل ۲۰۰۹. دریافت‌شده در ۱۹ اكتبر ۲۰۰۹. تاریخ وارد شده در |بازبینی= را بررسی کنید (کمک)